# 阿尔库维利亚德拉斯佩尼亚斯
阿尔库维利亚德拉斯佩尼亚斯，是西班牙卡斯蒂利亚-莱昂索里亚省的一个市镇。总面积86平方公里，总人口99人（2001年），人口密度1人/平方公里。